# Paleomagnetisme
Paleomagnetisme en sentit ampli és l'estudi dels registres del camp magnètic terrestre que ha anat variant al llarg del temps. Paleomagnetisme seria el terme usat per l'estudi dels canvis de polaritat (nord/sud) de la Terra. Així, el període anomenat Matuyama que abasta entre els 2,48 milions d'anys i els 730.000 anys enrere tenia una polaritat inversa a l'actual (el pol nord magnètic estava a la zona antàrtica i el pol sud magnètic a l'àrtic). L'argila i, per tant, la ceràmica retenen en les seves partícules d'òxid de ferro una memòria de la direcció del pol nord magnètic en el moment de la seva cocció.
L'arqueomagnetisme és un terme que es reserva a l'estudi arqueològic de la variació del nord geogràfic amb el nord magnètic (declinació magnètica) que permet la datació de materials magnetitzables, especialment dels òxids de ferro presents en l'argila, que permet datacions de restes d'entre els 3.000 i els 4.000 anys d'antiguitat. Emille i Odette Thelier, en la dècada del 1930, van ser els primers a usar l'arqueomagnetisme per datar mostres arqueològiques.